# EN 590
EN 590 — стандарт (специфікація) автомобільного дизельного палива, якому має відповідати дизельне паливо, призначене для продажу в країнах Європейського Союзу, Ісландії, Норвегії та Швейцарії.
Якість автомобільного дизельного палива в країнах Європейської спільноти (специфікація EN 590) нормується за
такими ознаками:
|        | введена | Масова частка сірки, %, не більше | Цетанове число, не менше | Вміст поліароматичних вуглеводнів, %, не більше |
| ------ | ------- | --------------------------------- | ------------------------ | ----------------------------------------------- |
| Євро-2 | з 1996  | 0,05                              | 49                       | 11                                              |
| Євро-3 | з 2000  | 0,035                             | 51                       | 11                                              |
| Євро-4 | з 2005  | 0,005                             | 51                       | 11                                              |
| Євро-5 | з 2010  | 0,001                             | 51                       | 11                                              |

Вимоги українського стандарту ДСТУ 4840:2007 «Паливо дизельне підвищеної якості. Технічні умови» відповідають вимогам EN 590:2004. Стандарту EN 590:2013 відповідає ДСТУ 7688:2015 («ПАЛИВО ДИЗЕЛЬНЕ ЄВРО. Технічні умови»). За останнім стандартом дизельне паливо випускають двох видів:
- І — масова частка сірки не більше ніж 0,001 % (відповідає вимогам стандарту Євро-5);
- ІІ — масова частка сірки не більше ніж 0,005 % (відповідає вимогам стандарту Євро-4).

## Виноски
1. ↑  http://www.nbuv.gov.ua/portal/natural/vnau/2009_1/3ONS_8step.pdf